# Leonardo de Pisa
Leonardo de Pisa (Pisa, c. 1170 - ib., post. 1240), o a veces también llamado Leonardo Pisano, Leonardo Bigollo Pisano (Leonardo el viajero de Pisa) o simplemente Fibonacci, fue un matemático italiano de la República de Pisa, considerado "el matemático occidental de mayor talento de la Edad Media". Difundió en Europa la utilidad práctica del sistema de numeración indo-arábigo frente a la numeración romana y fue el primer europeo en describir la sucesión numérica que precisamente lleva su nombre.

## Biografía

### Juventud con los matemáticos árabes
El apodo de Guglielmo (Guillermo), padre de Leonardo, era Bonacci (simple o bien intencionado). Leonardo recibió póstumamente el apodo de Fibonacci (por filius Bonacci, hijo de Bonacci). No fue hasta el siglo XIX cuando el apodo Fibonacci se convirtió en parte permanente de la memoria colectiva, bajo la influencia del matemático francés  Édouard Lucas.
Leonardo de Pisa también fue conocido por otro apodo Bigollus (Leonardo Bigollus), sólo atestiguado en genitivo. Leonardo se lo daba a veces a sí mismo en combinación con su propio nombre: Leonardi Bigolli Pisani. Por tanto, este único apellido se utilizaba de forma aislada, sin duda por error. Dicho esto, el término Bigollus, derivado del término en dialecto toscano bighellone, es muy difícil de traducir aislado de su contexto. De hecho, puede utilizarse en el sentido de bueno para nada pero con múltiples matices. Etimológicamente, bighellone procede del latín bombyx, -ycis, gusano de seda, de ahí bigolo 'espagueti' o bigatto, un tipo de fideos, por extensión peyorativo 'pene', aún más claramente peyorativo 'idiota', es decir, a los ojos de un comerciante en busca de relaciones contractuales y enriquecimiento, Fibonacci podría parecer un individuo bueno sólo para perder el tiempo: estudiar, 'entretenerse' con símbolos en lugar de concluir transacciones y conseguir ganancias. El término designa, por tanto, a alguien que prácticamente no presta atención a su entorno, inmerso como está en sus pensamientos y, por tanto, "viajando" lejos de las contingencias terrenales. Por analogía y con gran finura, puede interpretarse efectivamente en el doble sentido de "el que viaja lejos".
El padre de Leonardo de Pisa, Guglielmo, dirigía un puesto de comercio en Bugía, en el norte de África (hoy Bejaia, Argelia), y según algunas versiones era el cónsul de la República de Pisa. De niño Leonardo viajó con él para ayudarle, y fue allí donde aprendió el sistema de numeración árabe.
Consciente de la superioridad de los numerales árabes (con un sistema de numeración decimal, notación posicional y un dígito de valor nulo: el cero), Fibonacci viajó a través de los países del Mediterráneo para estudiar con los matemáticos árabes.
En 1202, a los 32 años de edad, publicó lo que había aprendido en el Liber abaci («abaci» en el sentido de aritmética y no del ábaco como instrumento, es decir, en español El libro del cálculo). Este libro mostró la importancia del nuevo sistema de numeración aplicándolo a la contabilidad comercial, conversión de pesos y medidas, cálculo, intereses, cambio de moneda, y otras numerosas aplicaciones. En las páginas de este libro describe el cero, la notación posicional, la descomposición en factores primos, los criterios de divisibilidad. El libro fue recibido con entusiasmo entre el público culto, teniendo un impacto profundo en el pensamiento matemático europeo.

### En la corte de Federico II de Sicilia
Leonardo fue huésped del emperador Federico II de Sicilia, que se interesaba en las matemáticas y la ciencia en general.
En el año 1225 publicó su cuarto libro, y el más famoso de todos ellos: Liber Quadratorum (El libro de los números cuadrados), a raíz de un desafío de un matemático de la corte de Federico II, Teodoro de Antioquía, que le propuso encontrar un cuadrado tal que si se le sumaba o restaba el número cinco diera como resultado en ambos casos números cuadrados. Curiosamente, el año de publicación del libro es un número cuadrado.
Fibonacci comienza con los rudimentos de lo que se conocía de los números cuadrados desde la antigua Grecia y avanza gradualmente resolviendo proposiciones hasta dar solución al problema de análisis indeterminado que le habían lanzado como desafío.
En la parte original de la obra introduce unos números que denomina congruentes (Proposición IX) y que define, en terminología actual, como
{\displaystyle c=m\times n(m^{2}-n^{2})}, 
donde {\displaystyle m} y {\displaystyle n} son enteros positivos impares tales que {\displaystyle m>n}. 
De esta forma, el menor de ellos es {\displaystyle 24}. Enuncia y muestra que el producto de un número congruente por un cuadrado es otro número congruente.
Utiliza estos números como herramientas para sus posteriores proposiciones y los hace intervenir en una identidad que es conocida como identidad de Fibonacci (Proposición XI). La identidad es:

{\displaystyle {\frac {1}{2}}\left(m^{2}+n^{2}\right)\pm mn\left(m^{2}-n^{2}\right)=\left[{\frac {1}{2}}\left(m^{2}-n^{2}\right)\pm mn\right]^{2}}

Esta permite pasar con facilidad de un triángulo rectángulo a otro.
Leonardo de Pisa utiliza frecuentemente las proposiciones precedentes como lemas para las siguientes, por lo que el libro lleva un encadenamiento lógico. Sus demostraciones son del tipo retórico y usa segmentos de recta como representación de cantidades. Algunas proposiciones no están rigurosamente demostradas, sino que hace una especie de inducción incompleta, dando ejemplos prácticos y específicos, pero su dominio algorítmico es excelente y todo lo que afirma puede ser demostrado con las herramientas actuales. No se encuentran errores importantes si se hace excepción de la incompletitud de algunas demostraciones. El contenido del libro supera a la respuesta al desafío recibido y muestra el estado de la matemática de su época.

### Final de su vida
En 1240, la República de Pisa lo honra concediéndole un salario permanente (bajo su nombre alternativo de Leonardo Bigollo) en agradecimiento a sus servicios asesorando en materias de contabilidad a la ciudad y enseñado a los ciudadanos. No existen más referencias sobre su vida después de esta fecha, se cree que falleció en la ciudad de Pisa.

## Su aporte a la matemática

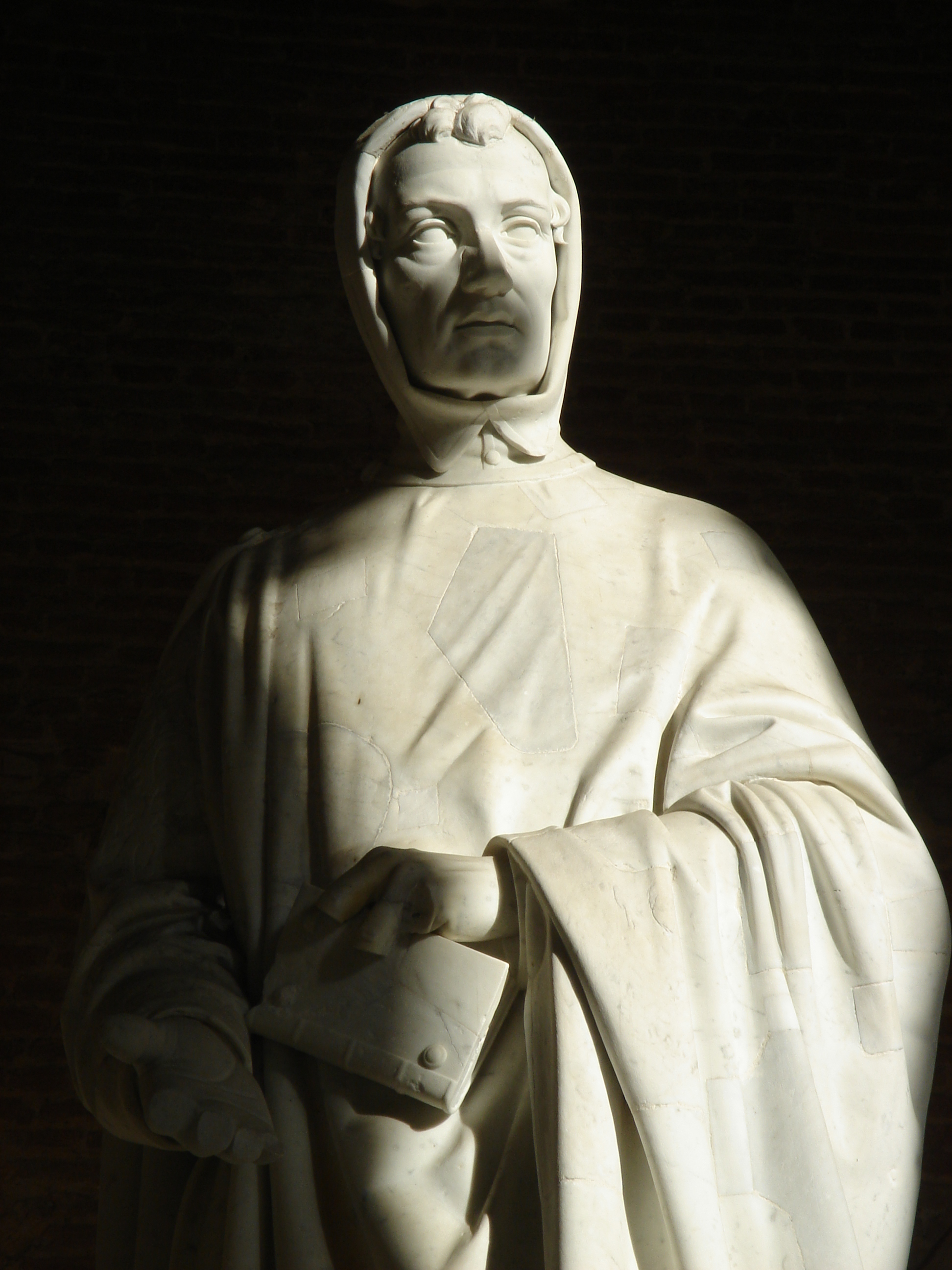
Escultura de Leonardo de Pisa, realizada por Giovanni Paganucci. Fue completada en el año 1863 y está situada en el Camposanto monumental de Pisa.

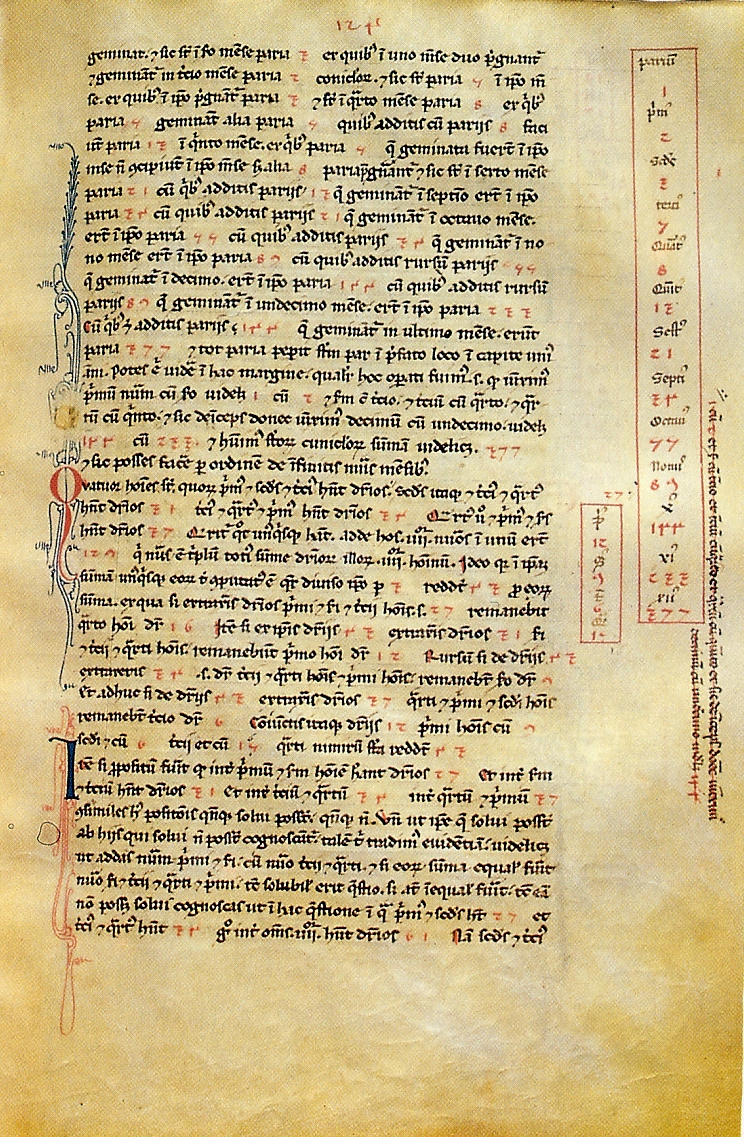
Un folio del manuscrito en pergamino del Liber abbaci conservado en la Biblioteca Nacional Central de Florencia (Codice magliabechiano Conv. Soppr. C 1, 2616, fol. 124r), que contiene en el recuadro de la derecha los primeros trece dígitos, en números arábigos, de la llamada "sucesión de Fibonacci".

La lista de sus obras está tomada del libro El Libro de los Números Cuadrados:
- Liber Abaci (Libro del Ábaco). Fue escrito en 1202 y revisado y considerablemente aumentado en 1228. Se divide en quince capítulos. Un capítulo importante está dedicado a las fracciones graduales,[11] de las que expone las propiedades. En ellas basa una teoría de los números fraccionarios y, después de haberlas introducido en los cálculos de números abstractos, las vuelve un instrumento práctico para la obtención de números concretos. Todas las fracciones se presentan a la manera egipcia, es decir, como suma de fracciones con numeradores unitarios y denominadores no repetidos. La única excepción es la fracción {\displaystyle \textstyle {\frac {2}{3}}},[12] que no se descompone. Incluye una tabla para descomposición en fracciones unitarias que se lee derecha a izquierda, como en las lenguas semíticas.

- Practica Geometriae. (Geometría práctica) Está dividido en siete capítulos en los que aborda problemas de geometría dimensional referente a figuras planas y sólidas. Es la obra más avanzada en su tipo que se encuentra en esa época en Occidente.

Este libro marca una transferencia de los intereses matemáticos prácticos de Fibonacci al campo de la geometría y la trigonometría, basándose en los Elementos de Euclides y la Métrica de Herón de Alejandría. La obra está dedicada a un traductor, miembro de la corte de Federico II Hohenstaufen, de nombre Dominicus Hispanus. Consta de siete secciones, en las que el autor aborda problemas de geometría plana o geometría en el espacio. Muchos de estos problemas se refieren a la medición de áreas y volúmenes, así como a aplicaciones del teorema de Pitágoras o a las propiedades de los triángulos semejantes. Sin embargo, puede considerarse que el libro incluye una octava sección, un apéndice intercalado entre las demás, que trata del cálculo de raíces cuadradas y cúbicas.
Entre otras cosas, demuestra que la solución real de la ecuación {\displaystyle x^{3}+2x^{2}+10x=20} no puede construirse con regla y compás Este resultado no tiene equivalente desde Euclides.
- Flos super solutionibus quarumdam questionum ad numerum et ad geometricam pertinentium. (Ramillete de soluciones de ciertas cuestiones relativas al número y a la geometría) Comprende quince problemas de análisis determinado e indeterminado de primer grado. Tres de esos problemas habían sido propuestos como desafío  por Juan de Palermo, matemático de la corte del emperador Federico II en un concurso organizado en presencia del emperador. Estos problemas fueron resueltos solamente por Fibonacci.[8][15]

- Carta a Teodoro. Es una simple carta que Leonardo envía a Teodoro de Antioquía, astrólogo de la corte de Federico II. En ella se resuelven dos problemas. El primero es algebraico y consiste en encontrar objetos de diferentes proporciones. Estos objetos llevan los nombres de pájaros de diversas especies. Paul ver Eecke, quien tradujo el Liber Quadratorum al francés desde el original latino de la edición de 1228, opina que pudo haber sido una cortesía hacia Federico II, que era aficionado a la caza con halcón, previendo que su carta sería llevada al príncipe. El segundo problema es geométrico-algebraico. Se trata de inscribir en un triángulo isósceles un pentágono equilátero que tenga un lado sobre la base del triángulo y otros dos lados sobre los restantes de este. Lo reduce a una ecuación de segundo grado, dando un valor muy aproximado para el lado del pentágono en el sistema sexagesimal.

- Liber Quadratorum. (El Libro de los Cuadrados) Consta de veinte proposiciones. Estas no consisten en una recopilación sistemática de las propiedades de los números cuadrados, sino una selección de las propiedades que llevan a resolver un problema de análisis indeterminado de segundo grado que le había sido propuesto por Teodoro.

## Eponimia
(6765) Fibonacci es un asteroide del Cinturón de asteroides. Fue descubierto por Ladislav Brožek el 20 de enero de 1982 en el Observatorio Klet. Tiene una órbita caracterizada por un semieje mayor de 2,2983 UA, una excentricidad de 0,1529 y una inclinación de 4,0857° con respecto a la eclíptica.

### Obras en línea
- Escritos de Leonardo Pisano volumen II, que contiene Practica Geometriae, texto en latín editado par Baldassare Boncompagni (1862), en el sitio web de la Universidad de Michigan
- Tres escritos inéditos de Leonardo Pisano, texto en latín editado por Baldassare Boncompagni (1854), en el sitio web de la Universidad de Michigan
- Fibonacci (2 vol., 1857 & 1862) Liber abaci y Practica Geometriae – facsimil digital en la  Linda Hall Library
- Fibonacci, Liber abbaci en la  Bibliotheca Augustana

- Datos: Q8763
- Multimedia: Fibonacci / Q8763
- Citas célebres: Fibonacci